# Ålkarsflugen
Ålkarsflugen är en sjö i Ovanåkers kommun i Hälsingland och ingår i Ljusnans huvudavrinningsområde. Sjön har en area på 0,166 kvadratkilometer och ligger 256,9 meter över havet.

## Delavrinningsområde
Ålkarsflugen ingår i det delavrinningsområde (683078-148178) som SMHI kallar för Utloppet av Ålkarsflugen. Medelhöjden är 283 meter över havet och ytan är 1,16 kvadratkilometer. Räknas de 6 avrinningsområdena uppströms in blir den ackumulerade arean 71,54 kvadratkilometer. Öjungsån som avvattnar avrinningsområdet har biflödesordning 4, vilket innebär att vattnet flödar genom totalt 4 vattendrag innan det når havet efter 160 kilometer. Avrinningsområdet består mestadels av skog (75 procent). Avrinningsområdet har 0,17 kvadratkilometer vattenytor vilket ger det en sjöprocent på 14,3 procent.